# Cerro del Mosquito
El cerro del Mosquito es un área geográfica situada en Villaviciosa de Odón, Madrid. 

## Historia
Hoy en día está en su mayoría ocupado por la urbanización El Bosque, excepto al noreste, desde donde tropas de regulares sublevados detuvieron el ataque republicano por la carretera de Brunete a Boadilla el verano de 1937. 
En la ladera que baja al río Guadarrama murió (con alguna decena de hombres más) el famoso Oliver Law, en uno de los reiterados intentos gubernamentales por conquistar El Mosquito, al sur de la carretera, y Vértice Romanillos, al norte, y continuar el avance hacia Boadilla.
- Datos: Q6409440